# Профета, Лауренциу
Лауре́нциу Профе́та (рум. Laurențiu Profeta; 12 января 1925, Бухарест, Румыния — 22 августа 2006) — румынский композитор.

## Биография
В 1945—1949 годах учился в Бухарестской консерватории у Йоана Киреску и Пауля Константинеску (музыкально-теоретические предметы), Альфреда Мендельсона (композиция и полифония); в 1954—1956 годах совершенствовался в Московской консерватории у Евгения Месснера (композиция), Евгения Голубева (полифония) и Виктора Беркова (гармония). В 1948—1952 годах — вице-директор Румынского радиовещания, в 1952—1960 годах возглавлял музыкальную дирекцию Министерства культуры Румынии, с 1960 года — секретарь Румынского национального комитета Международного музыкального совета, с 1968 года — секретарь Союза композиторов Румынии. Писал музыку к кинофильмам и для эстрады; некоторые его песни удостоены национальных и международных премий.
В 1993 году - Михаил Тимофти в качестве режиссера-постановщика поставил музыкальный спектакль — оперу «Питер Пэн» Л. Профеты в Национальном Театре Оперы и Балета в Кишиневе. Главные роли исполняли дети, за исключением нескольких солистов театра. Спектакль шёл несколько месяцев по воскресеньям.

## Сочинения
- балет «Жена капитана» / Sotia capitanului (1947, Бухарест)
- балет «Принц и нищий» / Print si Cersetor (по Mарку Твену, 1967, Бухарест)
- балет «Моряк-мечтатель» / Marinarul visator (1972, Констанца)
- детская опера «Маленький Пан» (1986, Бухарест)
- кантата «О Родине» для солистов, хора и оркестра / Cantata patrie! (1959)
- кантата «Мадригал 1974» для солистов, хора и оркестра (1973)
- оратория «Случай в саду» для солистов, детского хора и оркестра / Оntimplarea din gradina (1958)
- вокально-симфоническая сюита для детского хора «Песни толпы» / Cintece de tabara (1957)
- «Шесть юмористических пьес» для детского хора, малого оркестра и магнитофона на стихи Тудора Аргези (1966)
- оркестровая «Поэма о родине» / Poemul patriei (1952)
- оркестровая сюита «Дни каникул» / Zile de vacanta (1956)
- оркестровая сюита «Образы детства» для камерного оркестра / Imagini din lumea copilariei (1945)
- «Цыганские песни» для голоса и оркестра / Cintece tiganesti (1968)
- цикл «Песни сегодняшние и вчерашние» для голоса и фортепиано / Cintece de ieri si de azi (1960)
- хоры

## Награды
- 1946 — премия Джордже Энеску
- 1953 — премия Джордже Энеску
- 1959 — Орден Труда III степени
- 1969 — Орден «За заслуги перед культурой»[рум.] III класса